# Everniastrum arsenei
Everniastrum arsenei är en lavart som först beskrevs av Hale & M. Wirth, och fick sitt nu gällande namn av Hale ex Sipman. Everniastrum arsenei ingår i släktet Everniastrum och familjen Parmeliaceae.   Inga underarter finns listade i Catalogue of Life.